# روزا فيرا
روزا فيرا (بالإسبانية: Rosa Vera)‏ هي منافسة ألعاب القوى مكسيكية، ولدت في 18 فبراير 1965 في مدينة مكسيكو في المكسيك.